# Piermario Morosini
Piermario Morosini (5 de julho de 1986 — 14 de abril de 2012) foi um futebolista italiano que atuava como meio-campista.

## Morte
Piermario Morosini defendia o Livorno quando morreu em 14 de abril de 2012 após sofrer uma parada cardíaca durante um confronto com o Pescara, pela Série B do Campeonato Italiano. A informação foi confirmada pelo médico De Blasi, do hospital Santo Spirito, para onde o atleta de 25 anos foi levado de ambulância depois de cair no gramado.
Morosini tinha uma deformação genética cardíaca rara e muito difícil de detectar, que transforma gradualmente as células musculares do coração em gordura.